# Paractinophlebia grasselensis
Paractinophlebia grasselensis (лат.) — ископаемый вид сетчатокрылых насекомых из рода Paractinophlebia семейства Prohemerobidae Handlirsch, 1906 (Hemerobioidea).

## Описание
Известен по отпечаткам переднего крыла размером 17,0×5,6 мм, обнаруженным в поздних юрских отложениях из Европы (Германия, Niedersachsen, Upper Lias). Вместе с другими ископаемыми видами, такими как Solenoptilon kochi Handlirsch 1906, Oligogetes relictus, Tetanoptilon brunsvicense Bode 1953, Solenoptilon martynovi, Ooidia Bode 1953, являются одними из древнейших представителей сетчатокрылых насекомых. Таксон был впервые описан как Solenoptilon grasselense в 1953 году палеонтологом А. Боде (Bode, A. 1953) и первоначально включён им в семейство Solenoptilidae. Позднее его включили в состав рода Paractinophlebia Handlirsch, 1906 (вместе с видами Paractinophlebia acuta  (Bode 1953), Paractinophlebia curtisii (Scudder 1886) и Paractinophlebia tenuis Bode 1953). Однако в 1998 году энтомолог Владимир Макаркин (Биолого-почвенный институт ДВО РАН, Владивосток) высказал мнение, что возможно этот таксон не относится к Solenoptilidae, так носит промежуточные признаки. Другие авторы позднее включили его в состав семейство Prohemerobidae.